# 義務報
《義務報》（法語：Le Devoir）是加拿大魁北克蒙特利爾的一份法語日報，在1910年1月10日由媒體人亨利·布拉薩創辦。《義務報》的座右銘一開始是「做必須做的事」（Fais ce que dois），後來變成「思想的自由」（Libre de penser）。